# Gürcü Mehmed Pacha
Gürcü Mehmed Pacha (mort à  Buda en 1665) également connu sous l'épithète de Hadım, c'est-à-dire l'eunuque fut un homme d'État ottoman qui fut Grand vizir en 1651-1652.

## Biographie
Ancien esclave et eunuque d'origine géorgienne de l'influent Grand Vizir Koca Sinan Pacha il devient lui-même Grand Vizir de l'Empire ottoman pendant le règne du sultan Mehmed IV entre le 27 septembre 1651 et le 20 juin 1652.

## Source de la traduction
- (en) Cet article est partiellement ou en totalité issu de l’article de Wikipédia en anglais intitulé « Gürcü Mehmed Pasha » (voir la liste des auteurs).